# アンジェロ・パリジ
アンジェロ・パリジ（Angelo Parisi　1953年1月3日 - ）は、フランスの柔道家。身長185cm。体重110kg。

## 人物
イタリアのラツィオ州アルピーノに生まれるが、イギリス人と結婚してイギリス代表として1972年ミュンヘンオリンピックに出場して銅メダルを獲得するも、離婚する。その後フランス人と再婚して、今度はフランス代表として1980年モスクワオリンピックに出場し、金メダルと銀メダルを獲得する。さらに1984年ロサンゼルスオリンピックでも銀メダルを獲得する（この大会ではフランス選手団の旗手も務めた）。実力もさることながら、いろいろな意味で非常に異色の選手と言える。

## 主な戦績
軽重量級での戦績
- 1970年 - ドイツ国際　3位
- 1971年 - ヨーロッパジュニア　優勝
- 1972年 - ヨーロッパ選手権　優勝

重量級での戦績
- 1972年 - ミュンヘンオリンピック　無差別　3位
- 1972年 - イギリス国際　無差別　優勝
- 1973年 - フランス国際　2位
- 1973年 - ヨーロッパジュニア　優勝
- 1973年 - イギリス国際　優勝
- 1974年 - フランス国際　3位
- 1974年 - オーストリア国際　2位

95kg超級での戦績
- 1977年 - フランス国際　2位
- 1977年 - ヨーロッパ選手権　無差別　優勝
- 1977年 - ポーランド国際　2位
- 1978年 - フランス国際　優勝
- 1978年 - ハンガリー国際　95kg超級　3位　無差別　3位
- 1978年 - ヨーロッパ選手権　2位
- 1979年 - ヨーロッパ選手権　2位
- 1979年 - 地中海競技大会　優勝
- 1980年 - ヨーロッパ選手権　95kg超級　3位　無差別　2位
- 1980年 - モスクワオリンピック　95kg超級　優勝　無差別　2位
- 1981年 - フランス国際　3位
- 1981年 - 日本国際柔道大会　3位
- 1982年 - フランス国際　優勝
- 1982年 - ヨーロッパ選手権　2位
- 1983年 - ヨーロッパ選手権　95kg超級　3位　無差別　優勝
- 1983年 - 地中海競技大会　優勝
- 1983年 - 世界選手権　無差別　7位
- 1984年 - フランス国際　優勝
- 1984年 - ヨーロッパ選手権　無差別　優勝
- 1984年 - ロサンゼルスオリンピック　2位
- 1985年 - フランス国際　3位